# Jesús María Albisu
Jesús María Albisu, španski rokometaš, * 6. april 1949, Errenteria.
Leta 1980 je na poletnih olimpijskih igrah v Moskvi v sestavi španske rokometne reprezentance osvojil 5. mesto.